# Frederiks stenbrott

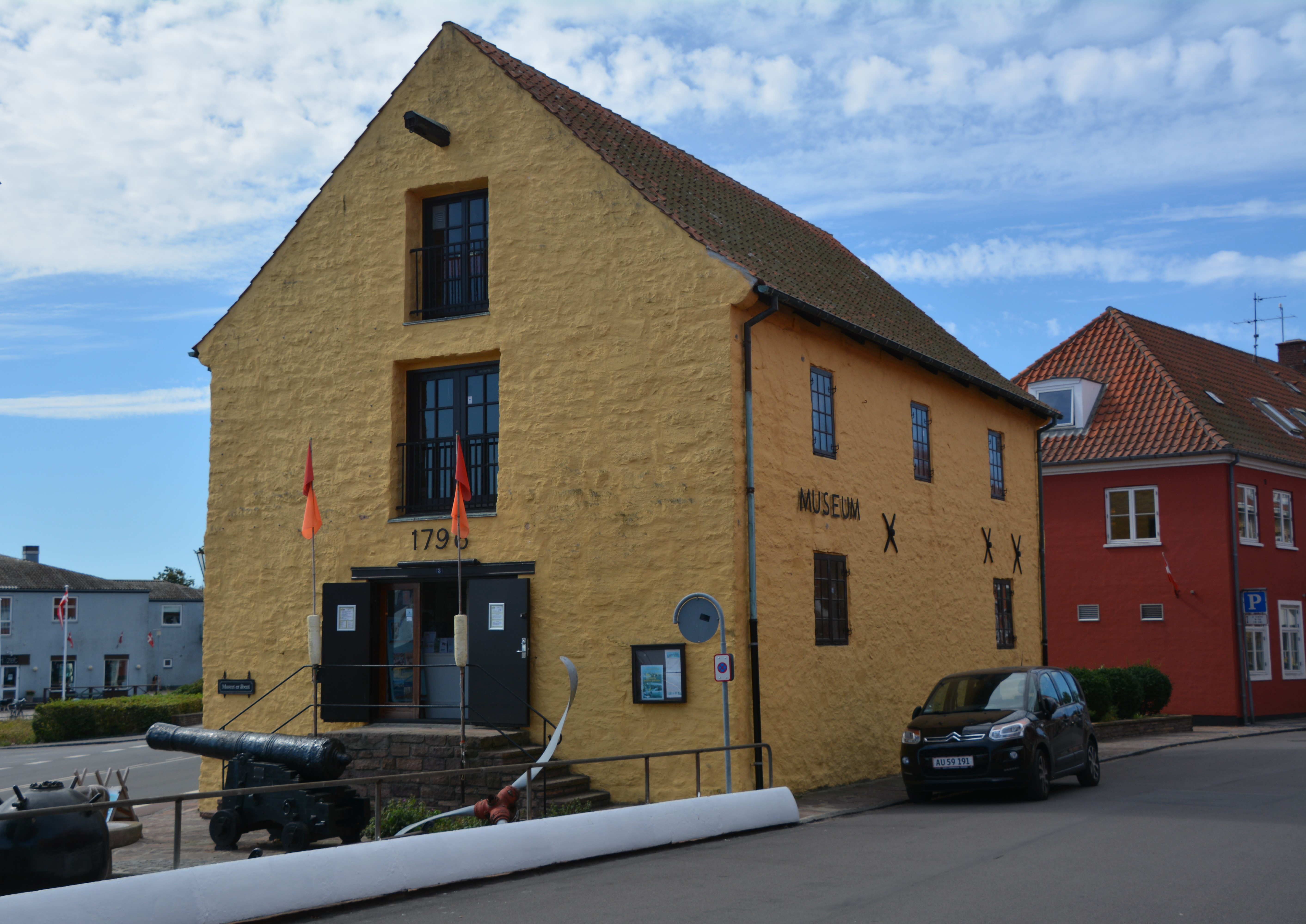
Byggnaden där Nexø Museum ligger uppfördes för Nexø Vagt i nexösandsten och stod färdig 1796.

Frederiks stenbrott är ett tidigare stenbrott för nexösandsten vid kusten omedelbart norr om Nexø på Bornholm. Sandsten började brytas i Frederiks stenbrott 1754 i det gamla brottet mellan kustlandsvägen och havet, som nu är en sjö. Numera bryts nexösansten i Gadeby stenbrott väster om Sankt Bodils kyrka.

## Historik
Kung Frederik V av Danmark ville använda nexösandsten till byggandet av Frederiks kirke i den nya stadsdelen Frederiksstaden i Köpenhamn. Frederiks stenbrud öppnade 1754, i första hand för att leverera byggnadssten för kungens byggprojekt. Av kyrkobyggnaden i sandsten blev inget av, utan den uppfördes först  etthundrafemtio år senare och då i marmor. Den kallas idag också "Marmorkirken". Under årens lopp bröts dock en hel del sten för utsmyckning av förnämliga byggnader i Köpenhamn. 
Åren 1759-60 byggdes vid stenbrottet Stenbrudsgården i nexösandsten som bostad för brottets inspektör, smedmästaren och stenhuggarmästaren. Den ritades av Jacob Fortling (1711–1761). 
Stenbrottet med Stenbrudsgården såldes 1848 till Ole Edvard Sonne (1821–1910) och Peter Kofoed Sode (1832–1905). År 1872 bröts fördämningen mot havet av en stormflod, varefter brottet låg översvämmat till 1922. Då påbörjades utpumpning av vattnet i stenbrottet av A/S De forenede Granitbrud, Sandstensbrud og Stenhuggerier på Bornholm med statligt finansiellt stöd, varefter produktionen återupptogs och bedrevs fram till 1957.
Frederiks stenbrott användes senast i samband med renoveringen från 1995 av minnesmärket Frihedsstøtten vid Vesterbrogade i Köpenhamn. Sandsten bröts då i Nye Frederiks Stenbrud väster om Stenbrudsgården.

## Användning av nexøsandsten
Under 1900-talet har bland annat följande byggnader uppförts i eller med nexösandsten från Frederiks stenbrott:
- Sandstenspelare runt Kongens Have i Köpenhamn
- Fasaden till Danmarks Nationalbanks kontor i Århus
- Sandstensarbeten till Kjøbenhavns Handelsbanks byggnad vid Store Torv i Rønne, 1923
- Sandstensarbeten till Sparrekassen Bornholms byggnad vid Store Torv i Rønne, 1945-1946